# Tyresö Bostäder
Tyresö Bostäder AB är Tyresös kommunala bostadsbolag. Det grundades som stiftelse 1962 tillsammans med HSB. Samarbetet med HSB avslutades 1976. Tyresö Bostäder ombildades 1994 till ett aktiebolag.